# Roman (stad)
Roman är en stad i județet Neamț i nordöstra Rumänien. Befolkningen uppgick till 50 713 invånare enligt folkräkningen 2011. Staden ligger 46 km öster om Piatra Neamț vid sammanflödet av floderna Siret och Moldova.